# Erysiphe adunca
Erysiphe adunca is een echte meeldauw die behoort tot de familie Erysiphaceae. Het ontwikkelt zich op veel plantensoorten binnen de wilgenfamilie (Salicaceae). De gastheren zijn de geslachten Chosenia, Populus en Salix.

## Kenmerken
Het mycelium ontwikkelt zich op beide zijde van het blad. Appressoria gelobd, meervoudig gelobd tot koraalachtig, solitair of gepaard. Conidia ontwikkelen zich apart en vloeien soms samen waardoor het hele blad bedekt kan raken. Ze zijn kort-elliptisch, zonder Fibrosine-lichaampjes. Sporen laten één voor één los. Ze zijn ellipsvormig-cilindrisch met afmetingen van 25-35 × 12,5-18 µm. Donkerbruine cleistothecia groeien in clusters of verspreid. Ze bevatten 4 tot 15 asci (sporenzakjes). Ze hebben een diameter van ongeveer 95 tot 170 µm en hebben de vorm van een onregelmatige veelhoek met afgeronde hoeken. Aanhangels 30 tot 110, equatoriaal, 1 tot 2 maal de diameter; ze staan horizontaal ongeveer recht uit, zijn hyaliene, meestal ongesepteerd. De top is haakvormig ingerold. Elke ascus (sporenzakje) produceert 3 tot 6 ellipsvormige of eivormige ascosporen met afmetingen 18–3,5 × 10–18 µm.

## Verspreiding
Het is wijdverspreid in heel Europa en bijna heel Azië (van Iran tot Centraal-Azië, Siberië, China, Korea, India, Pakistan, Mongolië, het Verre Oosten van de USSR, Japan). Het wordt ook gevonden in heel Noord-Amerika. 
In Nederland komt Erysiphe adunca zeldzaam voor.